# Metendothenia ogasawarensis
Metendothenia ogasawarensis es una especie de polilla del género Metendothenia, tribu Olethreutini, familia Tortricidae. Fue descrita científicamente por Kawabe & Kusui en 1978.
La especie se mantiene activa durante el mes de junio.

## Distribución
Se distribuye por Japón. Se ha encontrado casi que exclusivamente en las islas Ogasawara.